# Döden - en film om livet
Döden - en film om livet är en svensk dokumentärfilm av Ulf von Strauss. Filmen följer den 79-åriga Ethel Henriksson under hennes sista år i livet. I filmen medverkar också Jerzy Einhorn, Georg Klein, Rolf Edberg, Bengt Anderberg och Henning Mankell.
Filmen visades på SVT varje Allhelgonahelg mellan 2001 och 2007.